# Internationales Institut für Friedens- und Entwicklungsstudien
Das Internationale Institut für Friedens- und Entwicklungsstudien (auf Englisch, International Institute of Peace and Development Studies – IIPDS) ist eine unabhängige Forschungseinrichtung mit Sitz in Bangkok, Thailand, die sich auf Friedens-, Konflikts- und Entwicklungsforschung spezialisiert hat.
Das IIPDS publiziert seine Forschungsbeiträge in Büchern, Sammelbänden und wissenschaftlichen Zeitschriften.

## Geschichte
Das IIPDS wurde 2005 von der Asian Resource Foundation (ARF) gegründet, einer 1996 gegründeten internationalen Organisation, deren Ziel es ist, eine Initiative zu ergreifen Asien, um den Bedürfnissen schutzbedürftiger Gemeinschaften in den Bereichen Kindererziehung, Kinderrechte, Stärkung der Rolle der Frau und Entwicklung der Jugendführung gerecht zu werden. Das IIPDS wurde daher geschaffen, um den Bedarf an Ausbildung und Forschung auf dem Gebiet des Friedens und der Entwicklung zu decken und  aktuelle humanitäre Fragen wissenschaftlich zu unterstützen.
Derzeitiger Co-Direktor ist Abdus Sabur, der auch das eines Generalsekretär des ARF innehat.

## Schulungen
Die Hauptschulungsaktivität von IIPDS ist die Schule für Friedensstudien und Konflikttransformation (School of Peace Studies and Conflict Transformation), die einmal im Jahr am IIPDS-Hauptsitz in Bangkok stattfindet. Diese jährliche Schule wurde 2006 ins Leben gerufen und konzentriert sich auf die Ausbildung in Mechanismen zum Verständnis von Frieden und Konflikten in internationalen und lokalen Kontexten, auf die positive Konflikttransformation und die Prävention von Gewalt.